# Société de la lance rouge
La société de la lance rouge (Hongqiang Hui) est au départ un mouvement paysan d'autodéfense originaire des provinces chinoises du Henan, du Hebei, et du Shandong durant l'époque des seigneurs de la guerre dans les années 1920. Il s'agit de groupes locaux de propriétaires terriens et de fermiers s'organisant pour protéger leurs villages contre les bandits, les seigneurs de guerre, les collecteurs d'impôts, et plus tard les communistes ou les Japonais. Cette société autonome se posait en défi à l'autorité de la République de Chine dans le nord du pays. Une autre organisation de même nature est la société des grandes épées.
En raison d'une grande immigration en provenance du Nord-Est pour échapper au chaos régnant, la société était également active en Mandchourie où elle faisait partie des armées de volontaires anti-japonaises résistant à l'agression japonaise visant à pacifier le Mandchoukouo, créé en 1932.
En Mandchourie, les membres des fraternités de paysans étaient décrits comme des « gens aux croyances primitives » qui plaçaient leur foi dans des objets magiques et dans la récompense vertueuse au paradis après la mort. Dans la campagne autour de Harbin, plusieurs troupes de la société étaient menées par des moines bouddhistes qui se rendaient à la bataille décorés, ainsi que leurs armes, d'inscriptions magiques similaires à celles du début de la révolte des boxers. La couleur rouge était très utilisée car les membres croyaient qu'elle offrait une protection face aux désastres.
Certains membres de la société furent intégrés à l'armée rouge chinoise durant la seconde guerre sino-japonaise puis à l'armée populaire de libération durant la guerre civile chinoise. En 1953, le Parti communiste chinois lance une campagne de suppression contre les Hui-Dao-Men (les sociétés secrètes), et les éradique de Chine continentale. Certaines d'entre elles sont cependant réapparues à l'étranger du fait de partisans exilés.

## Sources
- Anthony Coogan;The volunteer armies of northeast China, Magazine article; History Today, Vol. 43, July 1993.
- Elizabeth J. Perry; Rebels and Revolutionaries in North China, 1845-1945; Stanford University, 1980
- Notes On A Guerrilla Campaign